# Мошковский, Яков Давидович
Я́ков Дави́дович Мошко́вский (7 ноября (25 октября) 1905, Пинск — 24 июля 1939, Москва) — советский лётчик и парашютист, полковник (в 1938 году за катастрофу самолёта понижен в звании до майора).
Один из пионеров парашютизма в СССР. Мастер парашютного спорта СССР (1934, знак № 2).

## Биография

### Происхождение. Детство
Родился в 1905 году в Пинске в еврейской семье. Отец — владелец и учитель школы (преподавал еврейский и русский языки, историю, географию) — в 1919 году был расстрелян поляками. В семье было 5 детей, двое из которых стали известными учёными:
- Шабсай (1895—1982) — инфекционист и эпидемиолог, занимавшийся изучением и борьбой с малярией; член-корреспондент АМН СССР;
- Михаил (1908—2002) — один из основоположников советской фармакологии; член-корреспондент АН СССР, действительный член АМН СССР, Герой Социалистического Труда.

В 1920 году Яков пробрался через линию фронта в Москву, там окончил среднюю школу.

### Лётчик и парашютист
Яков окончил Егорьевскую военную школу лётчиков, затем — Борисоглебскую школу военных лётчиков (1926).
Служил в Гатчине, Кричевицах (под Новгородом), в 1927—1930 годах — старший летчик в Воронежской авиационной бригаде.
В 1930 году Мошковский сам вызвался быть помощником Леонида Минова, который должен был выполнить показательный прыжок во время сборов ВВС Московского военного округа, проходивших на базе бригады. 26 июля он совершил свой первый прыжок с парашютом, прыгнув вслед за Миновым; за ними прыгнули ещё несколько лётчиков. 2 августа был выброшен десант в составе двух групп по 6 человек; одной руководил Минов, другой — Мошковский. Этот день считается днём рождения Воздушно-десантных войск РККА и празднуется как День Воздушно-десантных войск.
С 1931 года Мошковский служил в Осоавиахиме: в 1933—1938 годах — начальник Высшей парашютной школы, с 1938 года — начальник спортивного отдела ЦК Осоавиахима.
В 1937 году Мошковский принимал участие в высадке экспедиции «Северный полюс-1» — он отвечал за парашютное обеспечение экспедиции и был вторым пилотом одного из самолётов. Эти события были описаны в его книге «Записки пилота» (издана в 1938 году).
В 1939 году медицинская комиссия, учитывая многочисленные травмы Мошковского, дала согласие на совершение им последних 10 прыжков. Один из них закончился трагически — во время сложного показательного прыжка на Химкинское водохранилище сильный порыв ветра снёс Мошковского на берег; в результате удара о борт грузовика Мошковский получил травму черепа и через сутки, не приходя в сознание, скончался. Это был его 502-й прыжок с парашютом.
Яков Мошковский был похоронен на Новодевичьем кладбище Москвы.

## Семья
- Сын — Сергей (1929—2014) — яхтсмен, автор учебных пособий по парусному спорту[3].

## Награды
- Орден Ленина (27.06.1937)
- Орден Красной Звезды (04.05.1935)